# Loris Frasnelli
Loris Frasnelli (Trento, 22 febbraio 1979) è un fondista italiano.

## Biografia

### Stagioni 1998-2006
Frasnelli, originario di Tesero, ha debuttato in campo internazionale ai Mondiali juniores del 1998, a Pontresina, ottenendo la medaglia di bronzo nella staffetta 4x10 km.
In Coppa del Mondo ha fatto il suo esordio il 17 dicembre 2000 nella sprint a tecnica libera di Brusson, chiusa in 42º posizione. Alla sua seconda gara di Coppa, la sprint a tecnica libera di Asiago del 1º febbraio 2001, ottenne già il suo primo piazzamento tra i primi dieci (9º); nelle successive prove di Coppa del Mondo, sempre in sprint, non è riuscito a ripetersi e non è più entrato nelle prime venti posizioni in gare individuali fino al 12 marzo 2004, quando a Pragelato è per la seconda volta in carriera al 9º posto.
Nella stagione 2005-2006 a Sapporo ha colto la sua prima vittoria, nonché primo podio, in Coppa del Mondo, in una sprint a squadre in coppia con Cristian Zorzi. A febbraio, ai XX Giochi olimpici invernali di Torino 2006, nella sprint a tecnica libera, Frasnelli ha partecipato al buon risultato della nazionale italiana, che ha posizionato i suoi tre atleti di punta al 4º, 5º e 6º posto, con Frasnelli proprio in quest'ultima posizione.

### Stagioni 2007-2011
Il rendimento di Frasnelli nella stagione 2006-2007 è stato inferiore a quello dell'anno precedente, con un 17º posto come miglior risultato nella sprint a tecnica libera di Rybinsk. Ai Mondiali di Sapporo, disputati nel mese di febbraio, ha partecipato alla prova sprint individuale in tecnica classica, che ha concluso in 23º posizione, migliore degli italiani.
Nel 2008 e nel 2009 ha preso parte a poche gare (solo due di Coppa del Mondo); è tornato a competere regolarmente dal gennaio del 2010. È tornato ad alti livelli nella tappa di Rybinsk di fine febbraio, quando ha ottenuto il 7º posto nella sprint individuale e il secondo gradino del podio nella sprint a squadre. Ai XXI Giochi olimpici invernali di Vancouver 2010 è risultato 30° nella sprint.
Nella stagione 2010-2011 ha ottenuto alcuni piazzamenti tra i primi dieci e il nono posto, sempre nella sprint, ai Mondiali di Oslo; ha gareggiato regolarmente in Coppa del Mondo ancora stagione 2011-2012, dopodiché si è dedicato prevalentemente a circuiti minori (gare FIS, Alpen Cup).

## Palmarès

### Coppa del Mondo
- Miglior piazzamento in classifica generale: 46º nel 2006
- 2 podi, entrambi a squadre:
  - 1 vittoria
  - 1 secondo posto

#### Coppa del Mondo - vittorie
| Data          | Luogo   | Paese    | Disciplina          |
| ------------- | ------- | -------- | ------------------- |
| 24 marzo 2006 | Sapporo | Giappone | Sprint a squadre TL |

Legenda:
TC = tecnica classica
TL = tecnica libera

### Campionati italiani
- 10 medaglie individuali[1]:
  - 8 ori (10 km, 15 km TC, 15 km TL nel 2003; sprint nel 2004; sprint nel 2006; sprint nel 2010; sprint nel 2011; sprint nel 2014)
  - 2 bronzi (sprint nel 2002; 15 km nel 2004)